# Províncies de la República Democràtica del Congo
Les províncies de la República Democràtica del Congo s'estableixen mitjançant la Constitució del 2005, en virtut del seu article 2, que preveu 26 províncies (la ciutat de Kinshasa i 25 províncies). Aquesta divisió provincial havia d'entrar en vigor 36 mesos després d'establir-se les institucions previstes per la constitució del 2005 article 226. Però no es varen instaurar.

## Províncies actuals

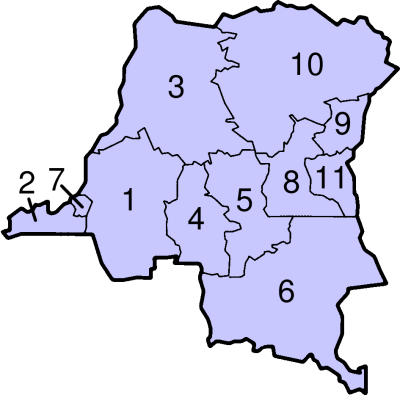
Províncies del Congo tradicionals.

| Nº | Nom              | Estatus   | Capital    |
| -- | ---------------- | --------- | ---------- |
| 1  | Bandundu         | Província | Bandundu   |
| 2  | Baix Congo       | Província | Matadi     |
| 3  | Equador          | Província | Mbandaka   |
| 4  | Kasai Occidental | Província | Kananga    |
| 5  | Kasai Oriental   | Província | Mbuji-Mayi |
| 6  | Katanga          | Província | Lubumbashi |
| 7  | Kinshasa         | Ciutat    | Kinshasa   |
| 8  | Maniema          | Província | Kindu      |
| 9  | Kivu Nord        | Província | Goma       |
| 10 | Oriental         | Província | Kisangani  |
| 11 | Kivu del Sud     | Província | Bukavu     |

## Províncies proposades

Mapa de les 25 províncies proposades i la capital

| Nº | Nom                     | Capital    | Antiga província |
| -- | ----------------------- | ---------- | ---------------- |
| 1  | Província de Kinshasa   | Kinshasa   | Sense canvis     |
| 2  | Kongo central           | Matadi     | Baix Congo       |
| 3  | Kwango                  | Kenge      | Bandundu         |
| 4  | Kwilu                   | Kikwit     | Bandundu         |
| 5  | Mai-Ndombe              | Inongo     | Bandundu         |
| 6  | Kasai                   | Luebo      | Kasai Occidental |
| 7  | Lulua                   | Kananga    | Kasai Occidental |
| 8  | Kasai Oriental          | Mbuji-Mayi | Kasai Oriental   |
| 9  | Lomami                  | Kabinda    | Kasai Oriental   |
| 10 | Sankuru                 | Lodja      | Kasai Oriental   |
| 11 | Maniema                 | Kindu      | Sense canvis     |
| 12 | Kivu del Sud            | Bukavu     | Sense canvis     |
| 13 | Kivu Nord               | Goma       | Sense canvis     |
| 14 | Província d'Ituri       | Bunia      | Oriental         |
| 15 | Alt Uele                | Isiro      | Oriental         |
| 16 | Tshopo                  | Kisangani  | Oriental         |
| 17 | Baix Uele               | Buta       | Oriental         |
| 18 | Ubangi del Nord         | Gbadolite  | Equador          |
| 19 | Mongala                 | Lisala     | Equador          |
| 20 | Ubangi del Sud          | Gemena     | Equador          |
| 21 | Equador                 | Mbandaka   | Equador          |
| 22 | Tshuapa                 | Boende     | Equador          |
| 23 | Tanganyika              | Kalemie    | Katanga          |
| 24 | Alt Lomami              | Kamina     | Katanga          |
| 25 | Lualaba                 | Kolwezi    | Katanga          |
| 26 | Província d'Alt Katanga | Lubumbashi | Katanga          |